# Тимофей (Бел)
Епи́скоп Тимофе́й (рум. Episcop Timotei, в миру Кристиан-Симион Бел, рум. Cristian Simion Bel; род. 13 января 1974, Рохия) — епископ Румынской православной церкви, епископ Сатмарский, викарий Марамурешской епархии.

## Биография
Родился 13 января 1974 года в деревне Рохия жудеца Марамуреш в Румынии в семье Августина и Анастасии Бел.
В 1980—1988 обучался с первого по восьмой класс в средней школе в родном селе Рохия. С 1988 по 1990 год обучался в девятом-десятом классе в теоретическом лицее им. Петру Рареша в Тыргу-Лэпуше.
6 октября 1989 года, в возрасте 15 лет, был принят как послушник в монастырь Святой Анны в деревне Рохия, настоятелем монастыря иеромонахом Иустином (Ходей).
В 1991 году поступил в духовную семинарию Румынской православной церкви в Клуж-Напоке.
1 октября 1993 года епископом Марамурешским и Сельмарским Юстинианом (Кирой) был рукоположён в сан диакона. 28 июня 1994 года был пострижен в монашество епископом Марамурешским и Сельмарским Юстинианом (Кирой) с именем Тимфоей.
В 1996 году окончил обучение в семинарии и поступил на факультет православной теологии в Ораде, который окончил в 2000 году со званием лиценциата теологии, защитив труд «Духовные родители Трансильвании — защитники правой веры» («Părinţi duhovnici din Transilvania — apărători ai dreptei credinţe»), написанный по дисциплине миссиологии и экуменизма под руководством профессора Иоанна (Михэлцана), епископа Орадийского. Продолжил обучение на том же факультете, получил в 2001 году степень магистра богословия-истории. В 2001 году поступил в докторантуру богословского факультета Университета Аристотеля в Салониках.
14 сентября 2005 года епископом Иустином рукоположён в сан иеромонаха с возведением в сан протосинкелла.
1 февраля 2006 года был назначен экзархом (благочинным) монастырей Марамурешской епархии. 14 сентября того же года епископом Сигетским Иустином (Ходей) был возведён в сан архимандрита.
1 мая 2007 году был назначен настоятелем монастыря рождества Иоанна Предтечи в селе Скэришоара-Ноуэ Пишколтской коммуны жудеца Сату-Маре.
19 июня 2007 года защитил докторскую диссертацию «Erminia şi exegeza Noului Testament în B.O.R., în sec. XX», написанную под руководством профессора Иоанниса Галаниса.
8 декабря 2016 года митрополичьим синодом Клужской митрополии после консультации с епархиальным собранием Марамурешской епархии наряду с епископом Иустина (Ходей) выдвинуть в качестве кандидатов на замещение Марамурешской епархии. 16 декабря того же года Священный Синод Румынской православной церкви отдал предпочтение епископу Иустину.
24 мая 2018 года решением Священного Синода Румынской православной церкви был избран викарным епископом Марамурешской епархии с титулом «Сатмарский».
24 июня того же года в Монастыре Скэришоара-Ноуэ состоялась его епископская хиротония, которую совершили: митрополит Клужский, Албийский, Крисанский и Марамурешский Андрей (Андрейкуц), епископ Орадийский и Бихорский Софроний (Дринчек), епископ Марамурешский и Сатмарский Иустин (Ходя), епископ Северинский Никодим (Николэеску), епископ Ковасненский и Харгитский Андрей (Молдован), епископ Сэлажский Петроний (Флоря), епископ Девинский Гурий (Джорджу), епископ Дьюлский Силуан (Мэнуилэ), епископ Испанский и Португальский Тимофей (Лауран), епископ Фэгэрашский Иларион (Урс), епископ Лугожский Паисий (Георге) и епископ Кришанский Емилиан (Ника).